# Elecciones provinciales de Formosa de 1963
Las elecciones generales de la provincia de Formosa de 1963 tuvieron lugar el domingo 7 de julio del mencionado año, al mismo tiempo que las elecciones presidenciales y legislativas a nivel nacional. Se realizaron con el objetivo de restaurar las instituciones democráticas constitucionales y autónomas de la provincia tras el golpe de Estado del 29 de marzo de 1962 que derrocó al presidente Arturo Frondizi, de la Unión Cívica Radical Intransigente (UCRI), y anuló las elecciones que se habían realizado días atrás.
Los comicios se celebraron con el peronismo proscripto e impedido de participar en elecciones y con el presidente Frondizi detenido, por lo que la mayoría de los partidarios del peronismo y el frondicismo recurrieron al voto en blanco como expresión de rechazo. En ese contexto triunfó estrechamente Alberto Domingo Montoya, de la hasta entonces opositora Unión Cívica Radical del Pueblo (UCRP), con un 39.46% de los votos, mientras que la UCRI quedó en segunda posición con el 27.69% y el voto en blanco recibió el 16.38% de las preferencias. La participación fue del 75.80% del electorado registrado. Montoya asumió el 12 de octubre de 1963, convirtiéndose en el primer gobernador formoseño nacido en la provincia, y el último radical en ser elegido para el cargo.
Montoya no pudo completar su mandato constitucional ya que fue depuesto por la intervención de la provincia tras el golpe de Estado del 28 de junio de 1966.